# Kunbir rufoflavida
Kunbir rufoflavida är en skalbaggsart som först beskrevs av Leon Fairmaire 1895.  Kunbir rufoflavida ingår i släktet Kunbir och familjen långhorningar. Inga underarter finns listade i Catalogue of Life.